# Stuart Rendell
Pour les articles homonymes, voir Rendell.
Stuart Rendell (né le 30 juin 1972 à Canberra) est un athlète australien, spécialiste du lancer du marteau. 

## Biographie

### Palmarès
| Date | Compétition                | Lieu         | Résultat | Performance |
| ---- | -------------------------- | ------------ | -------- | ----------- |
| 1998 | Jeux du Commonwealth       | Kuala Lumpur | 1er      | 74,71 m     |
| 2002 | Jeux du Commonwealth       | Manchester   | 4e       | 67,51 m     |
| 2003 | Championnats du monde      | Paris        | 10e      | 75,72 m     |
| 2006 | Jeux du Commonwealth       | Melbourne    | 1er      | 77,53 m     |
| 2006 | Coupe du monde des nations | Athènes      | 8e       | 71,99 m     |

### Records
Stuart Rendell détient le record d'Océanie du lancer du marteau, avec 79,29 m réalisé le 5 juillet 2002 à Varaždin.
| Épreuve           | Performance | Lieu     | Date           |
| ----------------- | ----------- | -------- | -------------- |
| Lancer du marteau | 79,29 m     | Varaždin | 5 juillet 2002 |